# Fjälebo
Fjälebo är en småort i Älvsåkers socken i Kungsbacka kommun i Hallands län. 